# Bassaniana ora
Bassaniana ora is een spinnensoort in de taxonomische indeling van de krabspinnen (Thomisidae).
Het dier behoort tot het geslacht Bassaniana. De wetenschappelijke naam van de soort werd voor het eerst geldig gepubliceerd in 1992 door Seo.